# Carl Gustaf Ridderstolpe

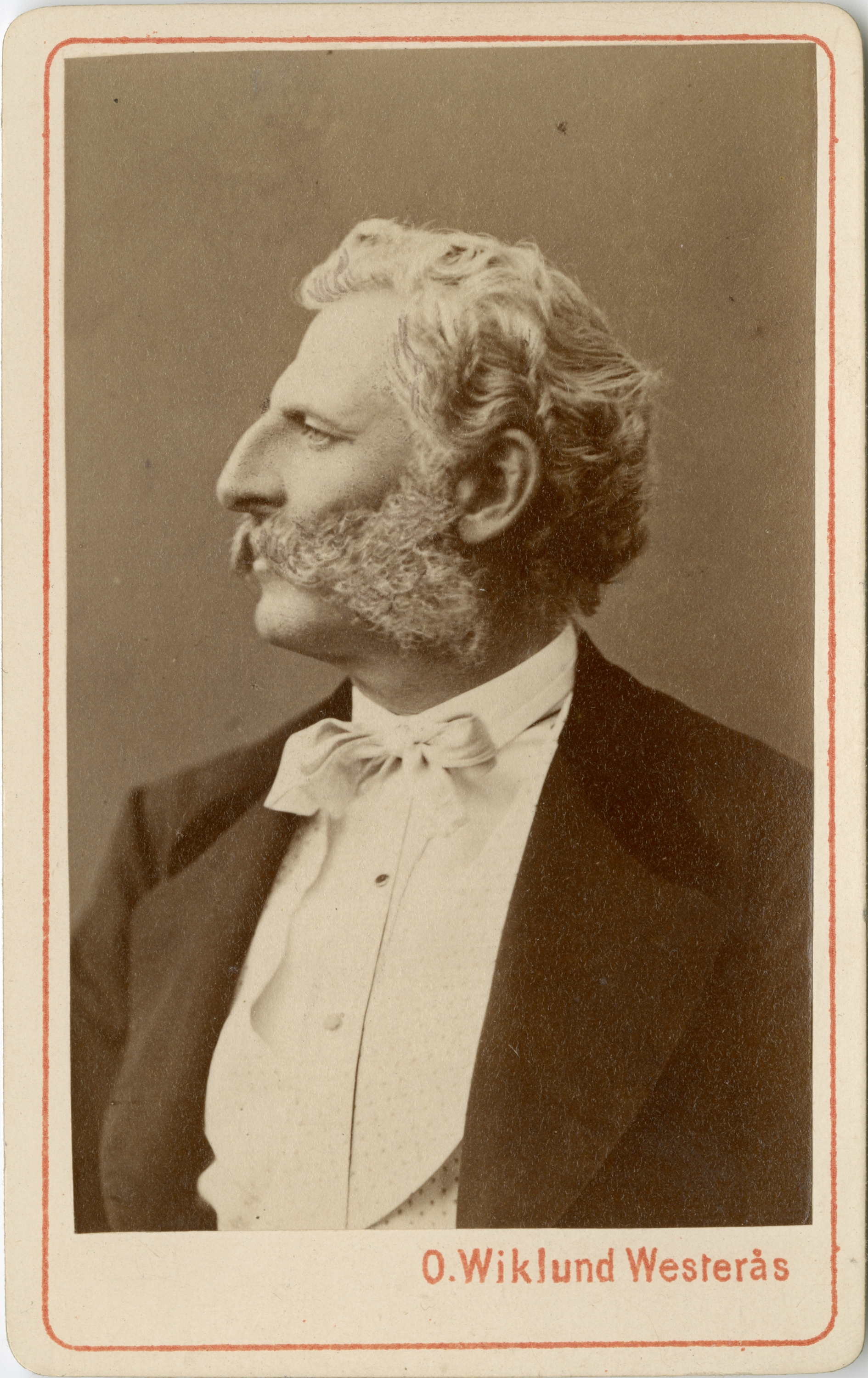
Carl Gustaf Ridderstolpe, 1874.

Carl Gustaf Ridderstolpe, född 4 november 1822 på Tidö, Rytterne socken, Västmanlands län, död 28 maj 1895 på Fiholm, Rytterne socken, var en svensk greve, militär och karikatyrtecknare.
Han var son till landshövdingen Fredrik Ludvig Ridderstolpe och Carolina Johanna Lovisa Kolbe och från 1863 gift med Charlotta Ulrika Sofia Augusta Liljencrantz och far till Carl von Frischen. Han blev sergeant vid Svea artilleriregemente 1839 underlöjtnant 1843 och löjtnant vid Svea livgarde 1848, kapten i regementet 1855 och major i armen 1872. Vid sidan av sitt arbete som militär var han ledamot av Västmanlands läns hushållningssällskap och karikatyrtecknare. Maria Röhls porträtt av Ridderstolpe ingår i Kungliga bibliotekets samlingar.